# Ampelocissus
Ampelocissus es un género de plantas perteneciente a la familia Vitaceae. Incluye  147 especies descritas y de estas, solo 97 aceptadas.

## Descripción
Son arbustos escandentes, trepadoras por medio de zarcillos, con tallo leñoso. Hojas simples, enteras, palmeado lobulado, pecioladas. Inflorescencia espigada o falsamente paniculada, pedúnculo a menudo, con zarcillos. Flores polígamo-monoicas o bisexuales. Hipanto cupular, (4 -) -5 lobuladas. Pétalos (4 -) -5 distinto, extendiéndose después de la antesis. Estambres (4 -) -5 unido al disco hipogyno que es anular, erecto, a menudo 5-10 ranurado; ovario inmerso en el disco, bilocular, cada lóculo bi-ovular; estilo corto y grueso, cónico, a menudo 10 ranurado.  Semillas pequeñas, picudas en la base, a menudo en forma de barco o convexo dorsalmente, quilla ventral, en términos de 2 ranuras o triangular ovado.

## Taxonomía
El género fue descrito por Jules Emile Planchon y publicado en La Vigne Américaine (et la Viticulture en Europe); sa culture, son avenir en Europe 8(1): 371–372. 1884.
Etimología

## Especies seleccionadas
- Ampelocissus abyssinica
- Ampelocissus acapulcensis
- Ampelocissus acetosa
- Ampelocissus aculeata
- Ampelocissus aesculifolia